# Wiry-au-Mont
Wiry-au-Mont és un municipi francès situat al departament del Somme i a la regió dels Alts de França. L'any 2007 tenia 116 habitants.

## Demografia

### Població

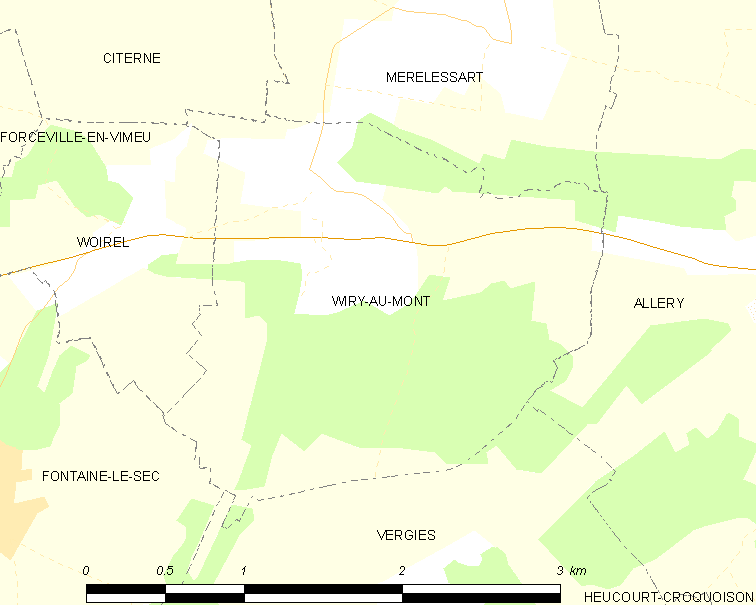
mapa del municipi

El 2007 la població de fet de Wiry-au-Mont era de 116 persones. Hi havia 41 famílies de les quals 8 eren unipersonals (8 homes vivint sols), 8 parelles sense fills, 21 parelles amb fills i 4 famílies monoparentals amb fills.
La població ha evolucionat segons el següent gràfic:
Habitants censats

### Habitatges
El 2007 hi havia 50 habitatges, 41 eren l'habitatge principal de la família, 8 eren segones residències i 1 estava desocupat. Tots els 49 habitatges eren cases. Dels 41 habitatges principals, 35 estaven ocupats pels seus propietaris, 5 estaven llogats i ocupats pels llogaters i 1 estava cedit a títol gratuït; 1 tenia dues cambres, 10 en tenien tres, 12 en tenien quatre i 17 en tenien cinc o més. 28 habitatges disposaven pel capbaix d'una plaça de pàrquing. A 20 habitatges hi havia un automòbil i a 19 n'hi havia dos o més.

### Piràmide de població
La piràmide de població per edats i sexe el 2009 era:
| Homes | Edats   | Dones |
| ----- | ------- | ----- |
| 0     | 95 o +  | 0     |
| 0     | 90 a 94 | 4     |
| 0     | 85 a 89 | 0     |
| 0     | 80 a 84 | 0     |
| 0     | 75 a 79 | 0     |
| 0     | 70 a 74 | 0     |
| 0     | 65 a 69 | 4     |
| 8     | 60 a 64 | 4     |
| 4     | 55 a 59 | 0     |
| 0     | 50 a 54 | 0     |
| 8     | 45 a 49 | 4     |
| 0     | 40 a 44 | 0     |
| 0     | 35 a 39 | 4     |
| 12    | 30 a 34 | 8     |
| 4     | 25 a 29 | 8     |
| 0     | 20 a 24 | 4     |
| 0     | 15 a 19 | 0     |
| 8     | 10 a 14 | 0     |
| 8     | 5 a 9   | 4     |
| 4     | 0 a 4   | 4     |

## Economia
El 2007 la població en edat de treballar era de 69 persones, 50 eren actives i 19 eren inactives. De les 50 persones actives 44 estaven ocupades (28 homes i 16 dones) i 5 estaven aturades (2 homes i 3 dones). De les 19 persones inactives 3 estaven jubilades, 8 estaven estudiant i 8 estaven classificades com a «altres inactius».
Activitats econòmiques
L'únic establiment que hi havia el 2007 era d'una empresa de comerç i reparació d'automòbils.
L'any 2000 a Wiry-au-Mont hi havia 8 explotacions agrícoles que ocupaven un total de 276 hectàrees.

## Poblacions més properes
El següent diagrama mostra les poblacions més properes.